# Burquina Fasso nos Jogos Olímpicos
O Burquina Fasso tem enviado atletas para todos os Jogos Olímpicos de Verão realizados desde 1988. Sob o nome anterior de Alto Volta, o país também competiu em 1972. O país venceu a sua primeira medalha olímpica nos Jogos Olímpicos de Verão de 2020, com uma medalha de bronze na prova de triplo salto masculino. Nenhum atleta do país competiu nos Jogos Olímpicos de Inverno.